# Vileišis Palæ
Vileišis palæ er et nybarokt palæ i Antakalnis, Vilnius, Litauen, der er bygget til Petras Vileišis. Vileišis var en fremtrædende litauisk ingeniør, politisk aktivist, udgiver og filantrop, der bestilt slottet i 1904 og overvågede dets bygning. Anlægget består af hovedbygning, et gæstehus og udhus. I øjeblikket huser palæet Institut for litauiske Litteratur og Folklore. Det blev renoveret i begyndelsen af 2000'erne.

## Historie
Slottets arkitekt, August Klein, lavede to tegninger til palæet, en i nyklassicistisk stil og en i nybarok. Vileišis valgt nybarok stilen på grund af stedets nærhed til den barokke Skt. Peter og Skt. Paul's kirke.
Arbejdet med anlægget påbegyndtes i 1904. Ifølge vidner var kalken der anvendtes I byggeriet opløst i skummetmælk i stedet for vand. Nogle materialer, der ikke sædvanligvis anvendtes på det tidspunkt blev brugt, f.eks. jernbeton. Byggematerialer blev indkøbt i Finland og Holland. Projektet blev afsluttet i 1906. Det var placeret på et halvanden ha stort område, omgivet af et smedejernshegn med et kunstfærdigt anlagt haveanlæg.
Hovedbygningen har to etager. Petras Vileišis' kontor, hall, to stuer og en spisesal var placeret i stueetagen. Den store lysekrone i vestibulen var en gave fra de ansatte på Vilija-fabrikken. Familiens soveværelser lå på første sal, mens de ansatte var placeret på loftet under mansardtaget. Interiøret blev udsmykket i nyklassicistisk og rokoko stil, med stukkatur, skulpturelle elementer og pastel fliser. Overalt i palæet sås portrætter, buster, og basreliefer af litauiske litterære og kulturelle personligheder.
Kompleksets gæstehus er på tre etager. Vileišis oprettede trykkeri til Vilniaus žinios, det første lovlige dagblad på litauiske trykt i Vilnius, i kælderen. Avisens redaktionelle og administrative kontorer var på første sal, mens andre kontorer var placeret på anden sal. Den 9. januar 1907 blev den første litauiske kunstudstilling afholdt i gæstehuset. Her præsenteredes kunstværker af Mikalojus Konstantinas Čiurlionis og Antanas Žmuidzinavičius. Det var den første udstilling af Čiurlionis' malerier.
Kompleksets udhus er bygget i gule mursten på to etager. Denne bygning blev brugt som bogbinderi, og som beboelse for ansatte.
Petras Vileišis og hans familie boede i palæet indtil 1. verdenskrig. I 1926 døde Vileišis og slottet blev arvet af hans datter, Elena Vileišytė. I 1931 solgte hun hele komplekset til den litauiske organisation "Rytas" for 55.000 dollar. Fra 1941 til 1990 husede palæet det litauiske litteratur- og sproginstitut. Siden 1990 har det huset Institut for litauiske Litteratur og Folklore.

## Palæet i dag
Slottet gennemgik tre års renovering i begyndelsen af 2000'erne og blev genåbnet i 2007. Restaurering var hovedsagelig er kosmetisk. Under renovering blev mange betydningsfulde historiske dokumenter fundet skjult i palæets vægge. Imidlertid blev den længe savnede kopi af Litauens uafhængighedserklæring, der blev undertegnet i 1918, ikke fundet, trods en populær opfattelse, at de var blevet skjult her. Petras Vileišis' bror, Jonas Vileišis, var en af lovens underskrivere.